# 向仙徳
向 仙徳（しょう せんとく　1785年（乾隆50年） - 1869年（同治8年））は、第二尚氏王統第15代尚温王の正妃・佐敷按司加那志。尚成王の王母。尚育王・尚泰王の聞得大君加那志。
1799年（嘉慶4年）、尚温王の王妃となる。翌年、尚成を産むが、1802年（嘉慶7年）に夫、翌年には子に先立たれる。
尚育王の代に聞得大君に就任。尚泰王の代まで生き、85歳で薨去。